# Avenida Bay Ridge (línea de la Cuarta Avenida)
La Avenida Bay Ridge es una estación en la línea de la Cuarta Avenida del Metro de Nueva York de la B del Brooklyn–Manhattan Transit Corporation (BMT). Localizada en la intersección con la Avenida Bay Ridge y la Cuarta Avenida en Brooklyn. La estación es servida las 24 horas por los trenes del servicio .